# 阿德里安娜·巴宗
阿德里安娜·巴宗（羅馬尼亞語：Adriana Bazon，1963年7月5日—），旧姓凯拉留（Chelariu），罗马尼亚女子赛艇运动员。她曾代表罗马尼亚参加1984年、1988年和1992年夏季奥林匹克运动会赛艇比赛，获得三枚银牌。